# World Padel Tour 2015
El World Padel Tour 2015 es la tercera edición del World Padel Tour, el circuito más prestigioso de pádel, dividido en 16 torneos. El circuito finalizó con Fernando Belasteguín y Pablo Lima como campeones de la categoría masculina y con Mapi Sánchez Alayeto y Majo Sánchez Alayeto en la categoría femenina.

## Calendario
| Torneo                | Ciudad                                          | País                   | Fecha                               |
| --------------------- | ----------------------------------------------- | ---------------------- | ----------------------------------- |
| Barcelona Master      | Barcelona                                       | España                 | 23 de marzo al 29 de marzo          |
| San Fernando Open     | Cádiz                                           | España                 | 6 de abril - 12 de abril            |
| Isla de La Palma Open | Santa Cruz de La Palma (Santa Cruz de Tenerife) | España                 | 20 de abril - 26 de abril           |
| Mérida Open           | Mérida (Badajoz)                                | España                 | 4 de mayo - 10 de mayo              |
| Argentina Open        | Río Gallegos                                    | Argentina              | 1 de junio al 7 de junio            |
| Valladolid Open       | Valladolid                                      | España                 | 15 de junio - 21 de junio           |
| Valladolid Open       | Valladolid                                      | España                 | 15 de junio - 21 de junio           |
| Chiclana Open         | Cádiz                                           | España                 | 28 de junio - 5 de julio            |
| Málaga Master         | Málaga                                          | España                 | 27 de julio - 2 de agosto           |
| La Nucía Open         | La Nucía (Alicante)                             | España                 | 17 de agosto - 23 de agosto         |
| Montecarlo Master     | Montecarlo                                      | Mónaco                 | 7 de septiembre - 13 de septiembre  |
| Madrid Open           | Madrid                                          | España                 | 14 de septiembre - 20 de septiembre |
| Sevilla Open          | Sevilla                                         | España                 | 28 de septiembre - 4 de octubre     |
| Galicia Open          | La Coruña                                       | España                 | 12 de octubre - 18 de octubre       |
| Dubai Master          | Dubái                                           | Emiratos Árabes Unidos | 26 de octubre - 1 de noviembre      |
| Euskadi Open          | País Vasco                                      | España                 | 2 de noviembre - 8 de noviembre     |
| Valencia Master       | Valencia                                        | España                 | 23 de noviembre - 30 de noviembre   |
| Master Final          | Madrid                                          | España                 | 16 de diciembre - 20 de diciembre   |

* Calendario del World Padel Tour 2015

## Campeones por torneo

### Competición masculina
| Torneo       | Ganadores                          | Finalistas                         | Resultado      |
| ------------ | ---------------------------------- | ---------------------------------- | -------------- |
| Barcelona    | Paquito Navarro y Matías Díaz      | David Gutiérrez y Luciano Capra    | 6-1 y 6-2      |
| San Fernando | Fernando Belasteguín y Willy Lahoz | Paquito Navarro y Matías Díaz      | 6-4 y 6-3      |
| La Palma     | Fernando Belasteguín y Willy Lahoz | Paquito Navarro y Matías Díaz      | 6-2 y 7-6      |
| Mérida       | Cancelado                          |                                    |                |
| Río Gallegos | Fernando Belasteguín y Pablo Lima  | Maxi Sánchez y Sanyo Gutiérrez     | 5-7, 6-2 y 6-2 |
| Valladolid   | Fernando Belasteguín y Pablo Lima  | Paquito Navarro y Matías Díaz      | 7-6, 6-7 y 7-6 |
| Chiclana     | Cancelado                          |                                    |                |
| Mallorca     | Fernando Belasteguín y Pablo Lima  | Juan Martín Díaz y Maxi Sánchez    | 6-4 y 6-0      |
| Málaga       | Fernando Belasteguín y Pablo Lima  | Juan Martín Díaz y Maxi Sánchez    | 7-6 y 6-3      |
| La Nucía     | Fernando Belasteguín y Pablo Lima  | Juan Martín Díaz y Maxi Sánchez    | 7-6 y 7-6      |
| Montecarlo   | Fernando Belasteguín y Pablo Lima  | Paquito Navarro y Matías Díaz      | 6-3 y 6-1      |
| Madrid       | Sanyo Gutiérrez y Juani Mieres     | Paquito Navarro y Matías Díaz      | 6-3 y 7-6      |
| Sevilla      | Fernando Belasteguín y Pablo Lima  | Sanyo Gutiérrez y Juani Mieres     | 6-2 y 6-0      |
| La Coruña    | Fernando Belasteguín y Pablo Lima  | Juan Martín Díaz y Maxi Sánchez    | 6-4 y 6-4      |
| Dubái        | Fernando Belasteguín y Pablo Lima  | Sanyo Gutiérrez y Juani Mieres     | 6-1 y 6-2      |
| Euskadi      | Fernando Belasteguín y Pablo Lima  | Sanyo Gutiérrez y Juani Mieres     | 7-5 y 6-4      |
| Valencia     | Fernando Belasteguín y Pablo Lima  | Adrián Allemandi y Miguel Lamperti | 6-2 y 6-1      |
| Máster Final | Maxi Sánchez y Juan Martín Díaz    | Maxi Grabiel y Ramiro Moyano       | 2-6, 6-4 y 6-1 |

### Competición femenina
| Torneo       | Ganadores                                   | Finalistas                                  | Resultado      |
| ------------ | ------------------------------------------- | ------------------------------------------- | -------------- |
| Barcelona    | Mapi Sánchez Alayeto y Majo Sánchez Alayeto | Cata Tenorio y Victoria Iglesias            | 4-6, 6-2 y 7-5 |
| San Fernando | Marta Marrero y Alejandra Salazar           | Mapi Sánchez Alayeto y Majo Sánchez Alayeto | 4-6, 7-6 y 7-5 |
| La Palma     | No se disputó - Torneo masculino            |                                             |                |
| Mérida       | Cancelado                                   |                                             |                |
| Río Gallegos | No se disputó - Torneo masculino            |                                             |                |
| Valladolid   | Mapi Sánchez Alayeto y Majo Sánchez Alayeto | Marta Marrero y Alejandra Salazar           | 7-6 y 6-4      |
| Mallorca     | No se disputó - Torneo masculino            |                                             |                |
| Málaga       | Mapi Sánchez Alayeto y Majo Sánchez Alayeto | Marta Marrero y Alejandra Salazar           | 7-5 y 6-1      |
| La Nucía     | Mapi Sánchez Alayeto y Majo Sánchez Alayeto | Elisabet Amatriaín y Patricia Llaguno       | 7-6 y 6-4      |
| Montecarlo   | No se disputó - Torneo masculino            |                                             |                |
| Madrid       | Mapi Sánchez Alayeto y Majo Sánchez Alayeto | Marta Marrero y Alejandra Salazar           | 6-3, 6-7 y 7-5 |
| Sevilla      | No se disputó - Torneo masculino            |                                             |                |
| La Coruña    | Mapi Sánchez Alayeto y Majo Sánchez Alayeto | Elisabet Amatriaín y Patricia Llaguno       | 6-4 y 6-4      |
| Dubái        | Mapi Sánchez Alayeto y Majo Sánchez Alayeto | Marta Marrero y Alejandra Salazar           | 6-2, 3-6 y 6-4 |
| Euskadi      | No se disputó - Torneo masculino            |                                             |                |
| Valencia     | Marta Marrero y Alejandra Salazar           | Carolina Navarro y Cecilia Reiter           | 6-4 y 6-4      |
| Máster Final | Marta Marrero y Alejandra Salazar           | Majo Sánchez Alayeto y Mapi Sánchez Alayeto | 6-2 y 6-3      |

## Ranking a final de temporada

### Ranking masculino
| Ranking | Nombre               | País      | Puntos |
| ------- | -------------------- | --------- | ------ |
| 1       | Fernando Belasteguín | Argentina | 15.540 |
| 2       | Pablo Lima           | Brasil    | 13.540 |
| 3       | Paquito Navarro      | España    | 8.400  |
| 3       | Matías Díaz          | España    | 8.400  |
| 5       | Sanyo Gutiérrez      | Argentina | 7.025  |
| 6       | Juani Mieres         | España    | 6.880  |
| 7       | Maxi Sánchez         | Argentina | 6.715  |
| 8       | Juan Martín Díaz     | España    | 6.570  |
| 9       | Adrián Allemandi     | Argentina | 4.185  |
| 9       | Miguel Lamperti      | Argentina | 4.185  |
| 11      | Guillermo Lahoz      | España    | 4.155  |
| 12      | Agustín Gómez        | Argentina | 3.255  |
| 13      | Cristián Gutiérrez   | Argentina | 2.840  |
| 14      | Ramiro Moyano        | Argentina | 2.715  |
| 15      | Aday Santana         | España    | 2.535  |
| 16      | Maxi Grabiel         | Argentina | 2.385  |
| 17      | Federico Quiles      | Argentina | 2.265  |
| 18      | Gabriel Reca         | Argentina | 2.180  |
| 18      | Seba Nerone          | Argentina | 2.180  |
| 20      | Jordi Muñoz          | España    | 2.025  |

### Ranking femenino
| Ranking | Nombre                    | País      | Puntos |
| ------- | ------------------------- | --------- | ------ |
| 1       | Mapi Sánchez Alayeto      | España    | 8.140  |
| 1       | Majo Sánchez Alayeto      | España    | 8.140  |
| 3       | Marta Marrero             | España    | 5.900  |
| 3       | Alejandra Salazar         | España    | 5.900  |
| 5       | Patricia Llaguno          | España    | 4.540  |
| 5       | Elisabeth Amatriain       | España    | 4.540  |
| 7       | Catalina Tenorio          | Argentina | 2.940  |
| 7       | Victoria Iglesias         | España    | 2.940  |
| 7       | Cecilia Reiter            | Argentina | 2.940  |
| 10      | Carolina Navarro          | España    | 2.760  |
| 11      | Gemma Triay               | España    | 1.980  |
| 11      | Paula Eyheraguibel        | España    | 1.980  |
| 13      | Marta Ortega              | España    | 1.890  |
| 15      | Nélida Brito              | Argentina | 1.645  |
| 15      | Lorena Alonso de Lera     | España    | 1.645  |
| 17      | María del Carmen Villalba | España    | 1.195  |
| 17      | Alba Galán                | España    | 1.195  |
| 19      | Ana Catarina Nogueira     | Portugal  | 900    |
| 19      | Sandra Hernández          | España    | 900    |

* Ranking final del World Padel Tour 2015